# F4 (Band)
F4 ist eine italienische Popband aus Reggio, welche von Alessandro Fajeti, Filippo Fajeti, Fabrizio Fajeti und Gabriele Fajeti gegründet wurde. Die vier Gründer der Band sind Cousins. Die vier F verweisen auf die Verwandtschaft der Mitglieder.

## Geschichte
Der Erfolg der Band begann 2006, als der Song La Prima Volta (auf Deutsch: "Das erste Mal") für den Soundtrack von dem EA-Sports-Spiel FIFA Fussball Weltmeisterschaft 2006 ausgewählt wurde. Unter anderem waren auch Bands wie Depeche Mode, Mattafix und Die Raketen auf diesem Soundtrack vertreten, was der Band einen hohen Bekanntheitsgrad in Italien verschaffte.
Der Song Fammi Uns Sorriso (deutsch: "Gib mir ein Lächeln") wurde oft im VIVA Radio 2 in Italien gesendet.
Die ersten Singles der Band erschienen ebenfalls im Jahr 2006, welche Donna Samurai und La Prima Volta heißen.
Zudem veröffentlichte die Gruppe ihr erstes Album, welches ebenfalls La Prima Volta heißt. Seit Veröffentlichung des Albums, welches in Italien sehr erfolgreich war, ist es ruhig um die Band geworden.

## Diskografie

### Singles
- Donna Samurai (2006)
- La Prima Volta (2006)

### Alben
- La Prima Volta (2006)

### Videos
- La Prima Volta
- Fammi Un Sorriso
- Donna Samurai

### Soundtrack
- FIFA World Cup 2006 (mit dem Song La Prima Volta)

## Besonderheit
In Taiwan gab es eine gleichnamige Boygroup, die auch als JVKV bekannt war.